# Fort du Grand Saint-Antoine (Toulon)
Le fort du Grand Saint-Antoine est un édifice situé dans la ville de Toulon, dans la Provence-Alpes-Côte d'Azur dans le Var.

## Historique
Le fort a été construit sur les plans du capitaine Noël, en 1845.
En totalité le fort, y compris les fossés et les glacis sont inscrits au titre des monuments historiques par arrêté du 27 février 2014.

## Description
L'édifice est représentatif des principes d'architecture militaire de l'époque. Le tracé est pentagonal et bastionné. L'artillerie n'est plus sur le rempart mais est installée sur un massif en terre formant cavalier central. Le site abrite également une caserne casematée ainsi que des magasins recouvrant une citerne ainsi qu'un magasin à poudre.